# Municipio de Michigan (condado de Nelson)
El municipio de Michigan (en inglés: Michigan Township) es un municipio ubicado en el condado de Nelson en el estado estadounidense de Dakota del Norte. En el año 2010 tenía una población de 58 habitantes y una densidad poblacional de 0,38 personas por km².

## Geografía
El municipio de Michigan se encuentra ubicado en las coordenadas 48°1′48″N 98°6′00″O / 48.03000, -98.10000. Según la Oficina del Censo de los Estados Unidos, el municipio tiene una superficie total de 154.67 km², de la cual 148,81 km² corresponden a tierra firme y (3,78 %) 5,85 km² es agua.

## Demografía
Según el censo de 2010, había 58 personas residiendo en el municipio de Michigan. La densidad de población era de 0,38 hab./km². De los 58 habitantes, el municipio de Michigan estaba compuesto por el 100 % blancos. Del total de la población el 0 % eran hispanos o latinos de cualquier raza.